# Brzoza (gmina)
Brzoza – dawna gmina wiejska istniejąca w XIX wieku w guberni piotrkowskiej. Siedzibą władz gminy była Brzoza.
Za Królestwa Polskiego gmina Brzoza należała do powiatu piotrkowskiego w guberni piotrkowskiej.
Gmina została zniesiona w 1874 roku, a jej obszar włączono do gminy Gomulin.